# Чоловіча сексуальність
Чоловіча сексуальність охоплює широкий спектр почуттів і поведінки. Почуття привабливості у чоловіків можуть бути зумовлені різноманітними фізичними та соціальними рисами їхніх потенційних партнерів. На сексуальну поведінку чоловіків можуть впливати багато факторів, включаючи еволюційні схильності, особистість, виховання та культуру. Хоча більшість чоловіків є гетеросексуальними, існує меншість гомосексуальних і бісексуальних чоловіків.

## Сексуальний потяг

### Фізичні фактори
Дослідження показують, що чоловіки, як правило, відчувають привабливість до молодих жінок з симетрією тіла. Симетрія обличчя, жіночність, середньостатистичність також пов'язані з привабливістю. Чоловіки зазвичай вважають жіночі груди привабливими, і це стосується різних культур. Пігментація сосків і ареол виявляється найважливішою характеристикою привабливості грудей. Чоловіки оцінювали жінок з темними сосками і темними ареолами як значно привабливіших порівняно з тими, у кого соски або ареоли світлого кольору. Груди середнього розміру були визнані найбільш привабливими, однак автори зазначили, що чоловіки в першу чергу зосереджували увагу на кольорі сосків і ареол, а не на розмірі грудей.
Одне дослідження виявило історичну перевагу до жінок зі світлішою шкірою. Однак точність цього дослідження була поставлена під сумнів більш сучасними дослідженнями, які виявили перевагу до жінок з темнішими відтінками шкіри. Експериментальні дослідження показують, що білим чоловікам більше подобаються жінки з засмаглою і світло-коричневою шкірою, а не бліді жінки. Жінки на Заході вважають, що чоловіки більше приваблюються до жінок із засмаглою шкірою, що, ймовірно, пояснює, чому жінки значно частіше засмагають, ніж чоловіки, згідно з дослідженням 2017 року. Існує прямий зв'язок між наявністю засмаги і самовідчуттям привабливості серед молодих жінок.
Контраст кольору шкіри пов'язаний з чоловічими сексуальними вподобаннями в багатьох культурах. Жінки, як правило, мають темніші очі та губи порівняно з чоловіками, особливо відносно решти рис обличчя, і ця ознака асоціюється з жіночою привабливістю та жіночністю, хоча згідно з одним дослідженням, це також зменшує привабливість чоловіків. Жінки можуть використовувати косметику, таку як помада та тіні для повік, щоб збільшити контраст кольору обличчя або збільшити видиму відстань між очима та бровами. Дослідження 2009 року виявило, що у людей східноазійського походження контраст кольору шкіри на обличчі більший, ніж у білих людей, що зумовлено постійно темнішими очима

Порівняння бажаного співвідношення об'єму талії до стегон (0,7) і небажаного співвідношення об'єму талії до стегон (0,9)

Жінки з відносно низьким співвідношенням талії до стегон (WHR) вважаються більш привабливими. Точне співвідношення може відрізнятися залежно від культури і WHR жінок в конкретній місцевості. У західних культурах переважає співвідношення 0,7.
Інші фізичні фактори привабливості включають повні губи, жіночність обличчя, довге блискуче волосся, низький індекс маси тіла і малий обхват талії. Вподобання до стрункої або пишної фігури культурно змінюється, але має певну передбачуваність. У культурах, де їжа є дефіцитною, пишнота асоціюється з вищим соціальним статусом і вважається більш привабливою, але в багатих культурах спостерігається протилежна тенденція.
Чоловіки зазвичай віддають перевагу тому, щоб їх дружини були молодші за них, але наскільки саме різниця віку варіюється в залежності від культури. Старші чоловіки віддають перевагу більш значним різницям у віці, тоді як підлітки віддають перевагу жінкам трохи старшим за них.
Точний ступінь важливості зовнішнього вигляду при виборі довгострокового партнера варіюється в залежності від культури.

### Нефізичні фактори
При виборі довгострокових партнерів як чоловіки, так і жінки прагнуть до тих, хто є розумним, добрим, розуміючим та здоровим. Вони також виявляють вподобання до партнерів зі схожими цінностями, установками, особистістю та релігійними переконаннями.
Значення дошлюбної цноти значно варіюється залежно від культури, релігійних уподобань та сексуальної орієнтації особи. У західній культурі значення та цінність цноти загалом зменшилося серед гетеросексуальних осіб. Серед 18 різних атрибутів, цнота в 1939 році була оцінена як десята за значущістю, а в 1990 році — лише як сімнадцята.

## Статева поведінка
Багато факторів впливають на сексуальну поведінку чоловіків. Серед них еволюційні нахили, такі як більший інтерес до випадкового сексу, а також індивідуальні та соціальні чинники, пов'язані з вихованням, особистістю та статусом відносин.

### Інтерес до випадкового сексу
Порівняно з жінками чоловіки середньо статистично більше зацікавлені у випадковому сексі. Чоловіки виявляють більше бажання мати різноманітних сексуальних партнерів, менше чекають перед пошуком сексу значно знижуючи свої вимоги прямуючи до короткочасного спаровування і мають більше сексуальних фантазій із різноманіттям сексуальних партнерів, заявляють про вищий сексуальний потяг, вважають сигнали сексуальної доступності привабливими для короткострокового спарювання, відчувають більше жалю від пропущених сексуальних можливостей, мають більшу кількість позашлюбних стосунків і, швидше за все, шукатимуть зв'язків та друзів з перевагами, відвідують повій частіше.

### Виховання та особистість
Один дослідження виявив декілька факторів, які впливають на вік першого сексуального контакту серед молоді віком від 13 до 18 років. Люди з повною сім'єю, високим соціально-економічним статусом, кращою успішністю в школі, більш релігійні, з вищими очікуваннями батьків і відчуттям турботи їхніх батьків, показали набагато нижчі рівні сексуальної активності у всіх вікових групах у дослідженні. Натомість ті, хто мав вищі рівні гордості за своє тіло, проявляли вищі рівні сексуальної активності.

### Соціосексуальність
Чоловіки, які перебувають у стабільних відносинах, мають обмежену соціосексуальну орієнтацію і проявляють відмінну сексуальну поведінку порівняно з чоловіками, які мають необмежену соціосексуальну орієнтацію. Чоловіки з обмеженою соціосексуальною орієнтацією менше схильні до займання сексом поза своїми стабільними відносинами і вчиняють відповідно до своїх бажань щодо зобов'язаностей і емоційної близості з партнером.
Чоловіки з обмеженою соціосексуальною орієнтацією менш схильні підходити до жінок з меншим співвідношенням об'єму талії до стегон (0,68-0,72), яке загалом оцінюється як більш фізично привабливе.

### Очікувані батьківські внески
Елізабет Кешдан припустила, що стратегії знахідки партнерів відрізняються в залежності від того, який рівень батьківських внесків вимагається від чоловіка, і надала досліджувану підтримку своїм гіпотезам. Коли чоловік очікує високого рівня батьківських інвестицій, він намагатиметься привернути жінок, підкреслюючи свою здатність до інвестицій. Крім того, чоловіки, які очікують інвестувати, будуть більш схильні акцентувати увагу на своїй цнотливості та відданості, ніж чоловіки, які не очікують інвестувати. Чоловіки з очікуванням низьких батьківських інвестицій будуть підкреслювати свою сексуальність перед жінками. Cashdan аргументує, що факт того, що дослідження підтримує ідею того, що чоловіки, які очікують інвестувати, акцентують свою цнотливість та відданість, що є стратегією високої вартості (оскільки це зменшує репродуктивні можливості), свідчить про те, що така поведінка повинна бути корисною, інакше вона не була б відібрана.

### Впевненість у батьківстві
Впевненість у батьківстві — це ступінь, до якого чоловік знає або вважає, що дитина жінки належить йому.
У полігамних суспільствах чоловіки відчувають більшу сексуальну ревнощі через низьку впевненість у батьківстві. Це пов'язано з тим, що вони не хочуть ризикувати витратами часу, енергії та ресурсів на дитину, яка може бути не їхньою.
Соціоекономічні відмінності між культурами також впливають на впевненість у відцівстві. У країні з «природним рівнем плодючості», такій як Намібія, 96% чоловіків виявляють сексуальні ревнощі.
Додатково існує більша ймовірність втрати відцівства і невизначеності відцівства у випадках відсутності контрацептивів.

### Сексуальне насильство
Набагато більше чоловіків, ніж жінок, ґвалтують. Можливо, що зґвалтування є неадаптивним побічним продуктом інших еволюційних механізмів, таких як бажання сексуальної різноманітності і сексу без інвестицій, чутливість до сексуальних можливостей і загальна здатність до фізичної агресії. Маскулінні гендерні ролі та почуття загального та сексуального права, які зазвичай підтримуються у патріархальних та гетеронормативних суспільствах, передбачають відношення і поведінку, пов'язані зі зґвалтуванням у чоловіків. Однак можливо, що еволюційний відбір у давньому середовищі у деяких випадках сприяв чоловікам, які зґвалтували, що призвело до самого зґвалтування як адаптації. Вчені з кількох галузей критикували цю ідею. Девід Басс стверджує, що чітких доказів в підтримку будь-якого з цих поглядів поки що немає.

## Гомосексуальність

### Сексуальна орієнтація та сексуальна ідентичність
Сексуальна орієнтація визначається відносною привабливістю до чоловіків, жінок або обох. Більшість дослідників, що вивчають сексуальну орієнтацію, акцентуються на паттернах привабливості, а не на поведінці чи ідентифікації, оскільки культура впливає на вираження поведінки чи ідентичності, і саме привабливість мотивує поведінку і ідентичність, а не навпаки.
Окрім гетеросексуальної або гомосексуальної орієнтації, особи можуть мати різні ступені бісексуальності. За даними Бейлі та інше, вони очікують, що в усіх культурах велика більшість людей сексуально спрямована виключно до особи протилежної статі, з меншістю, яка має сексуальне нахил до особи тієї ж статі, незалежно від того, чи виключно. У західних опитуваннях приблизно 93% чоловіків ідентифікують себе як повністю гетеросексуальних, 4% як переважно гетеросексуальних, 0,5% як досить бісексуальних, 0,5% як переважно гомосексуальних і 2% як повністю гомосексуальних. Аналіз 67 досліджень показав, що пожиттєва поширеність сексуальних контактів між чоловіками (незалежно від орієнтації) складає 3-5% для Східної Азії, 6-12% для Південної та Південно-Східної Азії, 6-15% для Східної Європи та 6-20% для Латинської Америки. Всесвітня організація охорони здоров'я оцінює світове поширення чоловіків, які займаються сексом з чоловіками, від 3 до 16%.
Сексуальна орієнтація може бути виміряна за допомогою самоповідомлення або фізіологічних методів. Існують кілька фізіологічних методів, включаючи вимірювання ерекції пеніса, часу перегляду, функціонального магнітно-резонансного зображення (fMRI) та розширення зіниці. У чоловіків всі ці методи показують високий ступінь кореляції з самоповідомленням, включаючи тих, хто самоповідомляється як «в основному гетеросексуальні» або «в основному гомосексуальні».
Вплив сексуальної орієнтації на соціальну ідентичність залежить від культурних умов і варіюється в різних культурах. Питання того, як саме культури через історію уявляли гомосексуальне бажання і поведінку, є предметом дискусій.
У більшості сучасного світу сексуальна ідентичність визначається на основі статі партнера. Однак у деяких частинах світу сексуальність часто соціально визначається на основі сексуальних ролей, чиїм партнером є особа — проникаючий («згори») чи той, у кого проникають («знизу»).

### Причини
Хоча жодна причинна теорія ще не отримала широкої підтримки, є значно більше доказів, що підтримують несоціальні причини сексуальної орієнтації, особливо для чоловіків. Ці докази включають міжкультурну кореляцію гомосексуальності та нестандартної гендерної поведінки у дитинстві, помірний генетичний вплив, виявлені у дослідженнях близнюків, докази попереднього впливу гормонального фону на організацію мозку, ефект братнього порядку народження і виявлення, що у випадках, коли немовлята-чоловіки виховувалися як дівчата через фізичні вади, вони все одно проявляли сексуальну прив'язаність до жінок. Гіпотезовані соціальні причини підтримуються лише слабкими доказами, спотвореними численними спотворюючими факторами. Міжкультурні дані також нахиляються до несоціальних причин. Культури, які дуже терпимі до гомосексуальності, не мають значно вищих рівнів її поширеності. Гомосексуальна поведінка відносно поширена серед хлопчиків в британських одностатевих школах-інтернатах, але дорослі британці, які відвідували такі школи, не схильні до гомосексуальної поведінки частіше, ніж ті, хто не відвідував. У винятковому випадку у Самбії ритуально вимагають від хлопчиків займатися гомосексуальною поведінкою під час підліткового віку, перш ніж вони мають доступ до жінок, але більшість з цих хлопчиків стають гетеросексуальними.
Повністю невідомо, чому гени, які відповідають за гомосексуальність або сприяють її розвитку, залишаються в генетичному пулі. Одна з гіпотез включає в себе відбір співзбереження, що вказує на те, що гомосексуали інвестують достатньо в своїх родичів, щоб компенсувати втрати від меншого безпосереднього репродуктивного успіху. Ця гіпотеза не підтримується дослідженнями у західних культурах, проте кілька досліджень на Самоа підтвердили деяку підтримку цієї гіпотези. Інша гіпотеза стосується сексуально антагоністичних генів, які спричиняють гомосексуальність у виразі у чоловіків, але збільшують репродукцію, коли вони виражені у жінок. Дослідження як у західних, так і в не-західних культурах підтвердили цю гіпотезу.
Було запропоновано гіпотезу, що гомосексуальна поведінка може бути сама по собі адаптацією для формування афіліацій або союзів між особами того самого стату, проте така нахил до неї генетично відрізняється у кожного індивідуума і виникає частіше, коли конкуренція за жіночих партнерів особливо велика. Еволюційний психолог Девід Басс критикує цю гіпотезу, стверджуючи, що немає доказів того, що більшість молодих чоловіків у більшості культур використовують гомоеротичну поведінку для укладення союзів; навпаки, нормою є те, що одностатеві союзи не супроводжуються сексуальною активністю. Крім того, він зазначає, що немає доказів того, що чоловіки, які займаються гомоеротичною поведінкою, успішніше за інших чоловіків у формуванні союзів чи піднятті в статусі. Інші дослідники також критикували цю гіпотезу, вказуючи на те, що міжкультурні дані про сексуальну практику є приблизними і нерівномірними; що немає потреби вважати, що гомосексуальна поведінка, більше ніж будь-яка інша сексуальна поведінка, піддається прямому відбору, а не є нейтральним випродуком; що гіпотеза ігнорує існування сексуальної орієнтації; що вона суперечить виявленням, що поведінково гомосексуальні чи бісексуальні чоловіки мають набагато нижчі рівні батьківства; що гомосексуальна поведінка у приматів не є однорідним явищем і варіюється в межах і між видами; і що, оскільки одностатеві сексуальні партнери обираються на підставі сексуальної емоції (на відміну від бонобо, наприклад), такі союзи виникають лише настільки часто, наскільки є взаємна сексуальна привабливість, і така змінливість здається свідченням відсутності дизайну природним відбором.